# カレイ (ルーマニア)
カレイ（カーレイとも、ルーマニア語: Carei, Careii Mar [kaˈrej]）は、ルーマニアの北西部、ハンガリー国境に近いサトゥ・マーレ県にある都市。ドイツ名グロースカーロル/グロースカール (Grosskarol, Großkarl)、ハンガリー名ナチカーロイ (Nagykároly [ˈnɒckaːroj])、イディッシュ名カラリー (Karaly, Krole, Kruli)。2011年の国勢調査によると、人口は2万181人で、ハンガリー人が55%、ルーマニア人が40%、ロマとドイツ人がそれぞれ2.5%を占める。

## 地名
旧家のカーロイ家に由来する。カレイはヤンクレシュティ村（ハンガリー名センチャーノシュマヨル）の行政も取り仕切っている。近隣にはカプレニ、ウルジチェニ、フォイエニ、サニスラウ、ペトレシュティ、ティレアム、カウアシュ、モフティンなど、ハンガリー語が話されるドイツ人起源の村々が多い。

## 歴史
1320年3月20日付の記録に初めて市の名前がみられる。当時、その村落は villa Karul と呼ばれていた。
文献によると、1346年、カレイに週に一回市を立てることがハンガリー王ラヨシュ1世から裁可された。この地方における交易の活発化で、市は豊かになり、市街も拡張していったと考えられる。
中世を通して、戦乱や疫病、飢きんにより人口が押し下げられたため、カーロイ家はシュヴァーベンから開拓民を募ることにした。1712年に最初の開拓団が到着して以来、一世紀のあいだシュヴァーベン人やスロヴァク人、ユダヤ人による開拓が進んだ。その影響は文化や社会の面にも表れ、1725年にはエスコラピオス修道会がギムナージウムを開校し、1754年には活版印刷所が建てられ、1756年には薬局ができた。19世紀にはいると、軽工業が開花しはじめた。カレイの市制施行は1871年のことであった。
第一次世界大戦が終結し、オーストリア＝ハンガリー帝国が崩壊すると、カレイはトリアノン条約に基づいて、1920年ルーマニア領となった。1938年から1940年にかけて、第三帝国の支援を受けたハンガリーがルーマニアから領土を奪回した。しかし、第二次世界大戦中の1944年10月25日、ルーマニア軍とソ連軍がハンガリー軍とドイツ軍からカレイを解放した。この日付は後に、ルーマニア陸軍記念日として制定された。1947年のパリ条約で、カレイは再びルーマニア領と取り決められた。それ以降カレイはバヤ・マーレ地方（1952年 - 1960年）とマラムレシュ地方（1960年 - 1968年）を経て、1968年からサトゥ・マーレ県の一部となっている。

## 気候
カレイは大陸性気候である。ルーマニアでも最も北に位置するため、冬の寒さは厳しい。年間平均気温は9.6℃である。
| サトゥ・マーレの気候   | サトゥ・マーレの気候 | サトゥ・マーレの気候 | サトゥ・マーレの気候 | サトゥ・マーレの気候 | サトゥ・マーレの気候 | サトゥ・マーレの気候 | サトゥ・マーレの気候 | サトゥ・マーレの気候 | サトゥ・マーレの気候 | サトゥ・マーレの気候 | サトゥ・マーレの気候 | サトゥ・マーレの気候 | サトゥ・マーレの気候 |
| 月                     | 1月                  | 2月                  | 3月                  | 4月                  | 5月                  | 6月                  | 7月                  | 8月                  | 9月                  | 10月                 | 11月                 | 12月                 | 年                   |
| ---------------------- | -------------------- | -------------------- | -------------------- | -------------------- | -------------------- | -------------------- | -------------------- | -------------------- | -------------------- | -------------------- | -------------------- | -------------------- | -------------------- |
| 平均最高気温 °C （°F） | 1 (34)               | 3 (37)               | 10 (50)              | 15 (59)              | 20 (68)              | 22 (72)              | 25 (77)              | 25 (77)              | 21 (70)              | 15 (59)              | 7 (45)               | 2 (36)               | 13 (55)              |
| 平均最低気温 °C （°F） | −5 (23)              | −3 (27)              | 1 (34)               | 5 (41)               | 9 (48)               | 12 (54)              | 13 (55)              | 13 (55)              | 10 (50)              | 5 (41)               | 0 (32)               | −2 (28)              | 5 (41)               |
| 降水量 cm （inch）     | 2 (0.8)              | 2 (0.8)              | 2 (0.8)              | 4 (1.6)              | 7 (2.8)              | 8 (3.1)              | 8 (3.1)              | 7 (2.8)              | 4 (1.6)              | 4 (1.6)              | 3 (1.2)              | 2 (0.8)              | 59 (23.2)            |
| 出典：weatherbase.com  |                      |                      |                      |                      |                      |                      |                      |                      |                      |                      |                      |                      |                      |

## 観光
市内で最も重要な歴史的建築物はカーロイ城である。元々14世紀ごろに要塞として築かれたが、1794年に城に改造されて以来、19世紀を通してさらなる改装を施された。およそ30エーカーの植物園の園内に、邸宅がある。

## ゆかりの人物
- エリク・ビクファルヴィ - サッカー選手
- ディオニシウ・ブンブ - サッカー選手
- アドリアン・サラジェアヌ - サッカー選手
- ミクローシュ・ブローディ - ハンガリー系ルーマニア人のチェスマスター
- ヴァシ・トゥンデ - ハンガリー人の幅跳び選手
- イェネー・シェーンベルガー - ハンガリー＝ドイツ系ルーマニア人の聖職者。カトリック教会のサトゥ・マーレ教区司教
- ヨシフ・ブダハジ - ハンガリー系ルーマニア人のフェンシング選手
- カフカ・マルギト - ハンガリー人の女流作家、詩人
- メイニグ・アルトゥール（アルトゥール・マイニッヒ） - ハンガリー人（出身はドイツ）の建築家
- ヤーシ・オスカール - ハンガリー系ユダヤ人の社会科学者、歴史家、政治家
- アレクサンダー・ラティウ - ルーマニア系ハンガリー人の聖職者（ギリシア正教会）、政治犯、作家
- カーロイ・ガーシュパール - ハンガリー人のカルヴァン派牧師。1586年、聖書をハンガリー語に訳す
- ユルチェク・ベーラ - ハンガリーの政治家
- ロベルト・ロセル - ドイツ系ルーマニア人のサッカー選手

## 姉妹都市
- オロシュハーザ（ハンガリー、1991年から）
- ニールバートル（ハンガリー、2000年から）

## ギャラリー

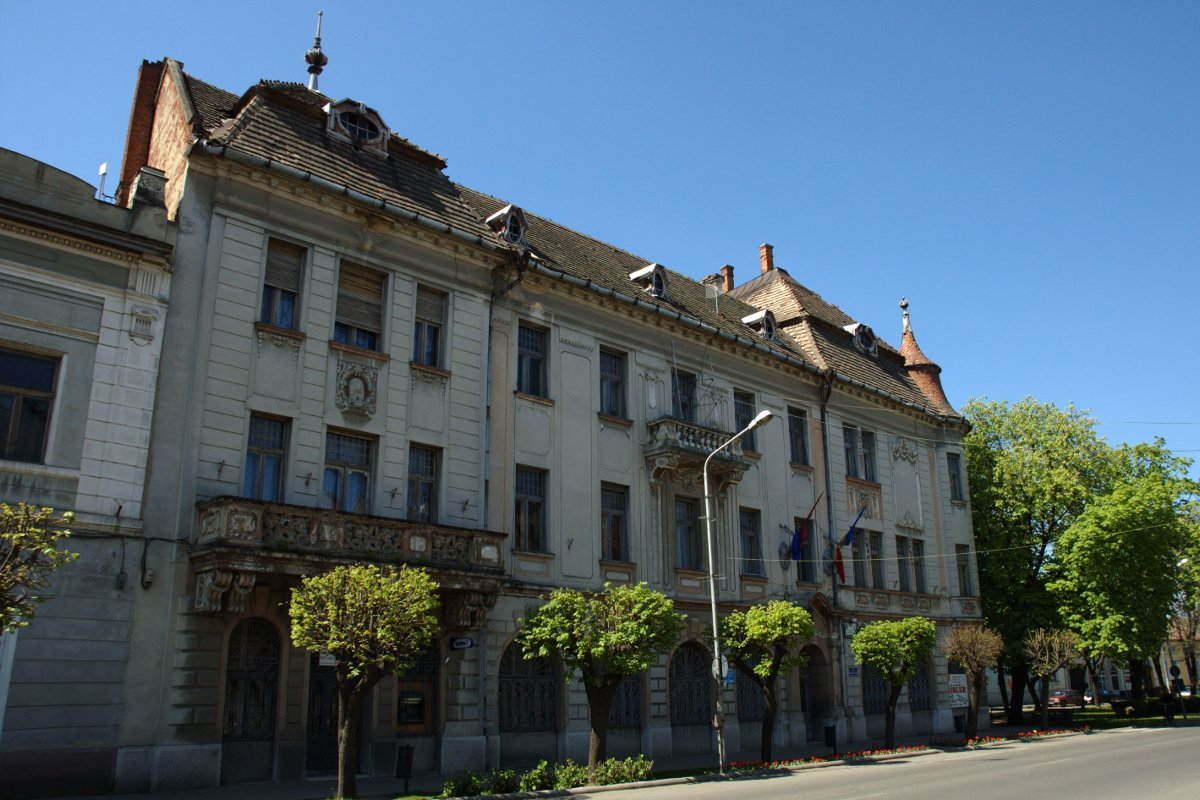
町役場
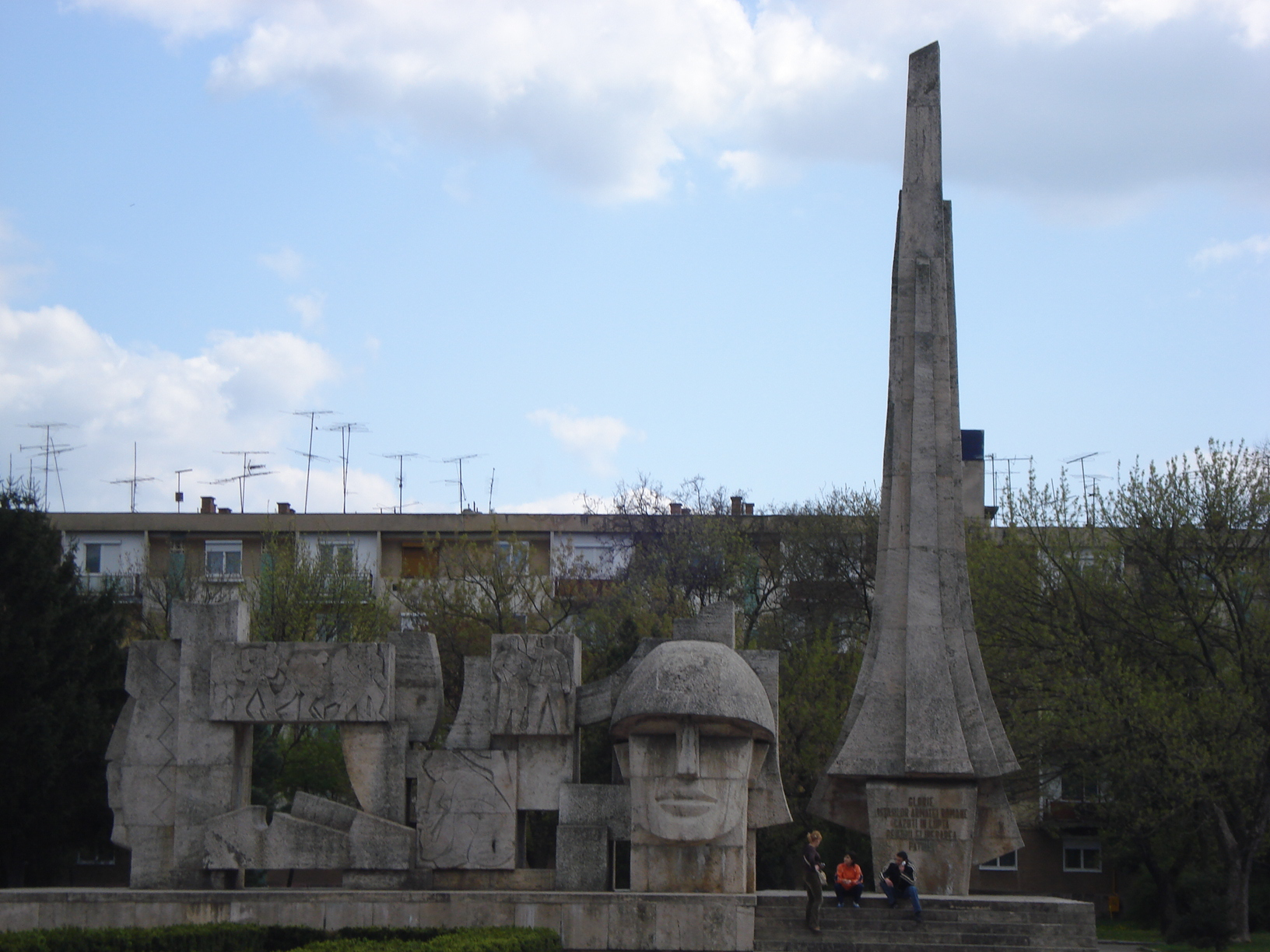
ルーマニア兵の記念碑
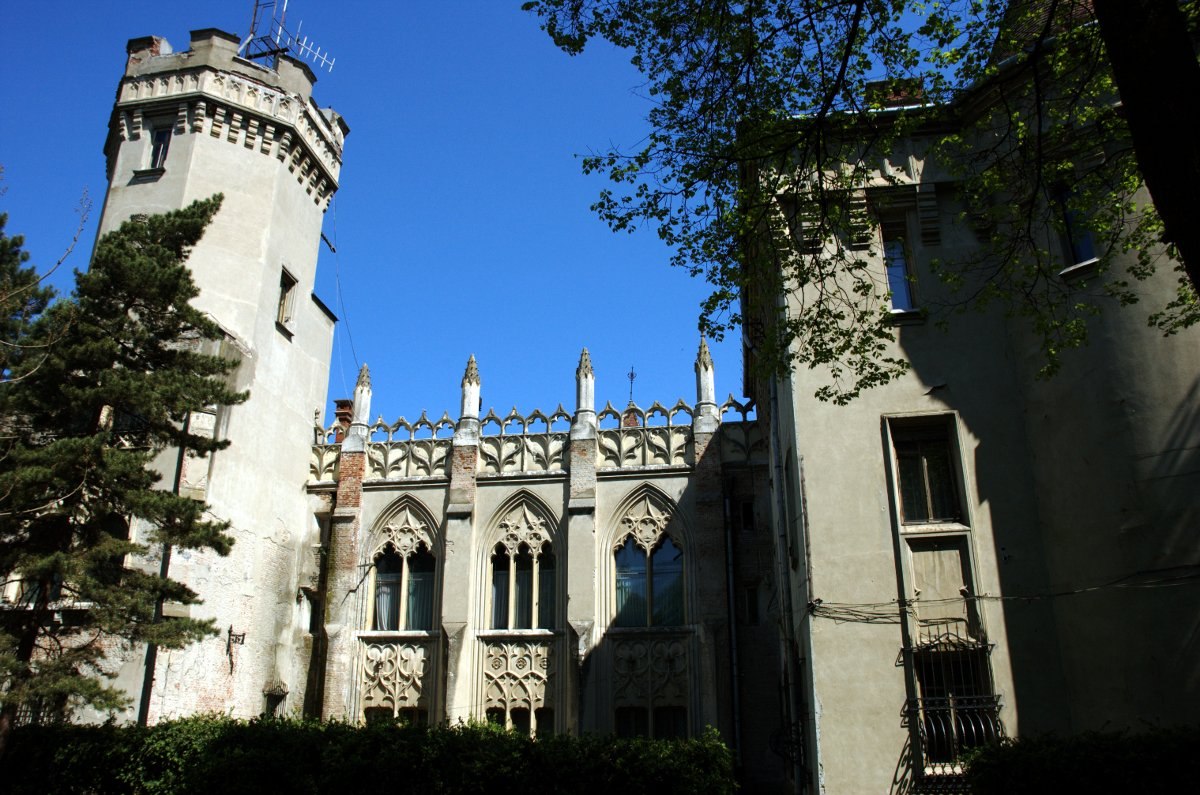
カーロイ城
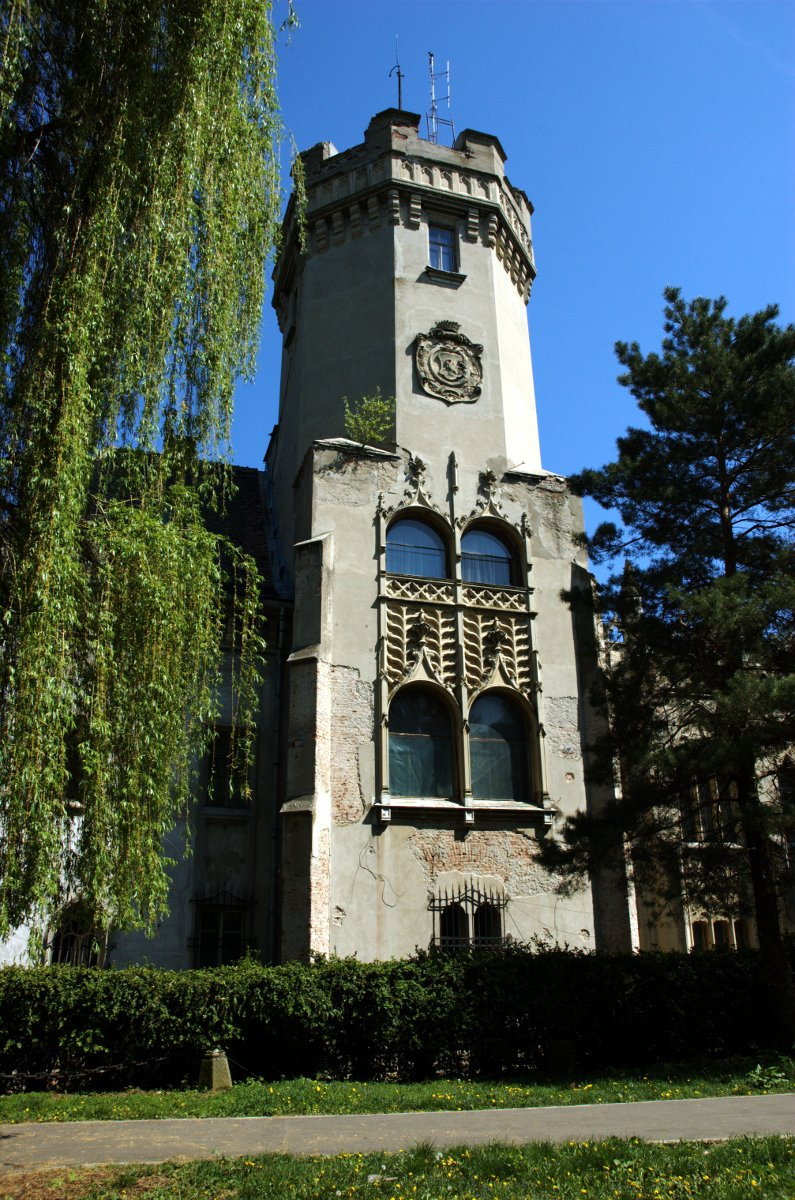
カーロイ城
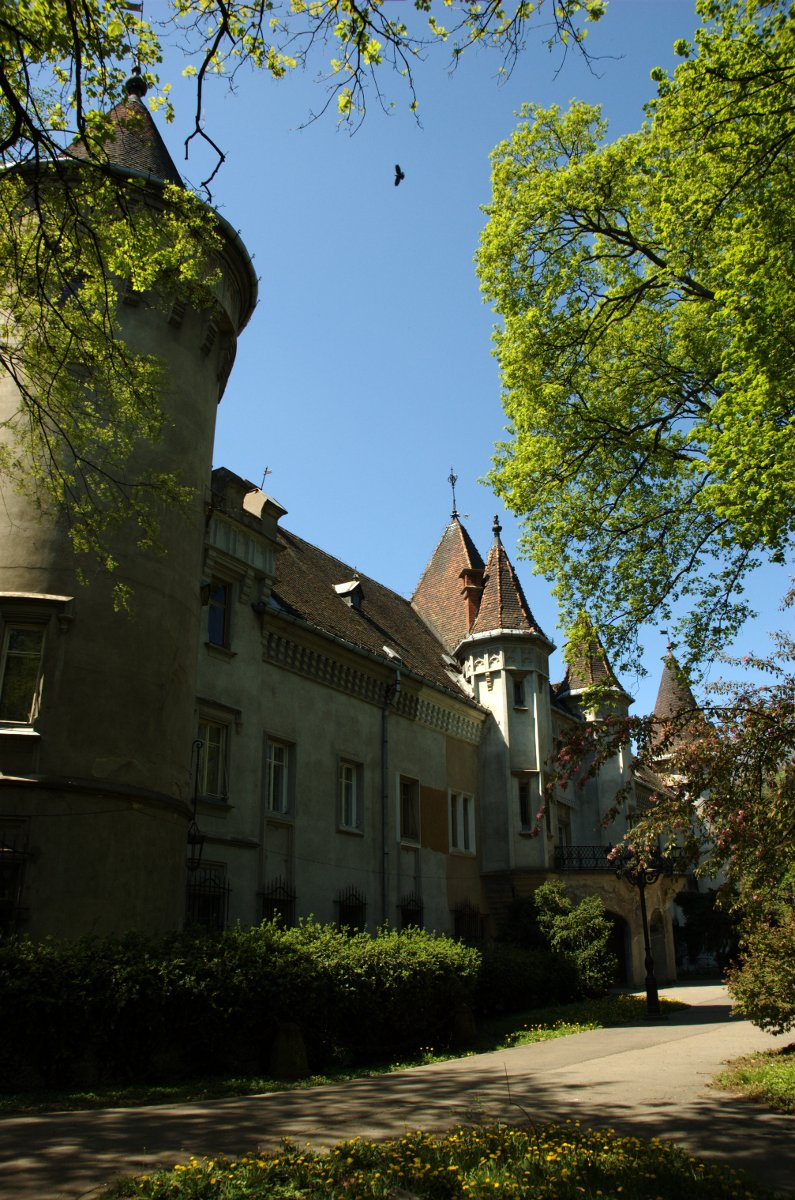
カーロイ城
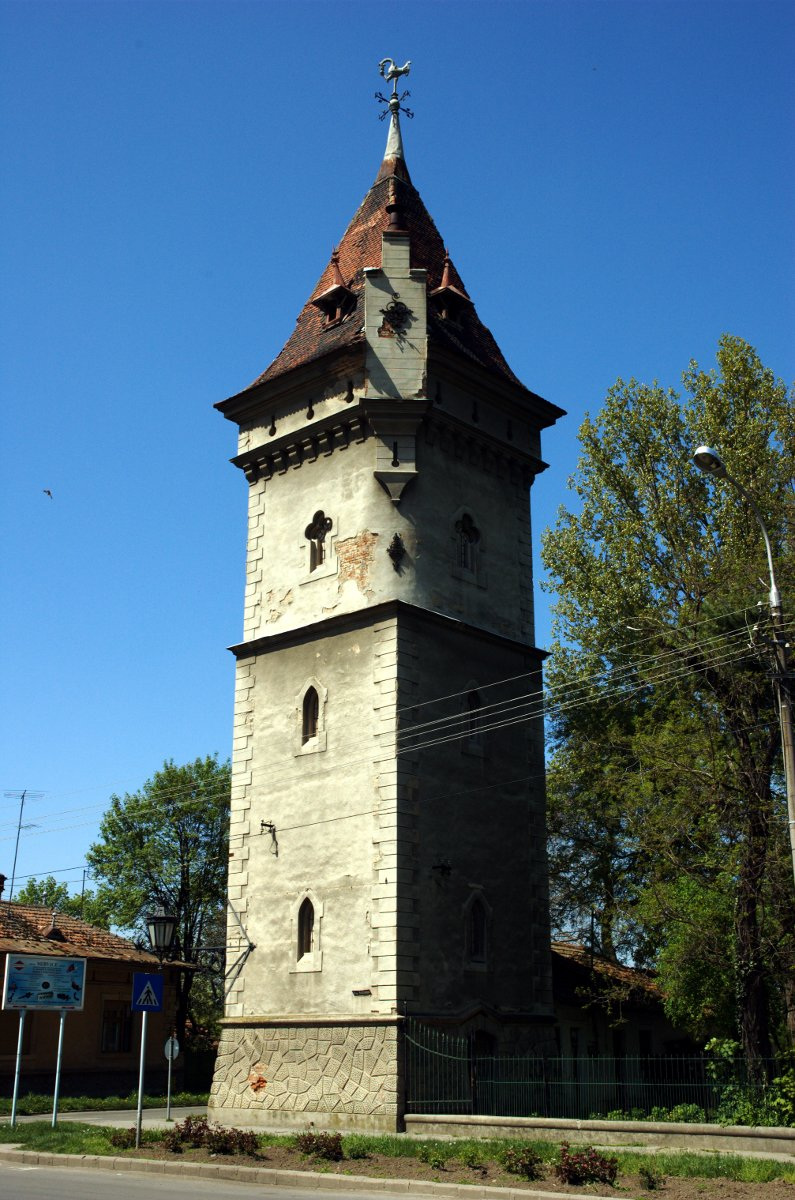
カーロイ城の給水塔